# Edwin Burnell Smith
Edwin Burnell Smith ( n. 1931, Alabama ) es un botánico y explorador estadounidense
Pertenece al personal académico del Departamento de Botánica y Bacteriología, Universidad de Arkansas; y ha realizado extensas expediciones botánicas por México y EE. UU.

## Algunas publicaciones
- 1986. Arkansas Native Plant Society Occasional Papers. Editor The Society

- 1979. Additions, Deletions, and Corrections for the Atlas and Annotated List of the Vascular Plants of Arkansas

- d.j. Crawford, e.b. Smith, a.m. Mueller. 1980. Leaf flavonoid chemistry of Coreopsis (Compositae) Asteraceae of Louisiana 4, 143:121-124

### Libros
- edwin b. Smith. 1994. Keys to the Flora of Arkansas. Editor	Univ. of Arkansas Press, ISBN 1557283125 en línea

- ----------------------. 1988. An Atlas and Annoted List of the Vascular Plants of Arkansas. 2ª edición. 487 pp.

- robert k. Jansen, edwin b. Smith, daniel j. Crawford. 1987. A Cladistic Study of North American Coreopsis (Asteraceae: Heliantheae). Editor Springer-Verlag, 12 pp.

- edwin b. Smith. 1983. A New Variety of Coreopsis Californica (Compositae) Endemic to Arizona. Editor New York Botanical Garden, 169 pp.

- ----------------------. 1978. An Atlas and Annotated List of the Vascular Plants of Arkansas. Editor	Student Union Bookstore, Univ. of Arkansas at Fayetteville, 592 pp.

- ----------------------. 1976. A Biosystematic Survey of Coreopsis in Eastern United States and Canada. 215 pp.

- ----------------------. 1972. Keys to the Compositae of Arkansas. 122 pp.

- ----------------------. 1968. The Spring Wild Flowers of Northwest Arkansas. Editor Botany and Bacteriology Dep. Univ. of Arkansas, 209 pp.

- ----------------------. 1967. An Evaluation of Soybean Oil, Menhaden Oil and Fish Solubles in the Diet of Beltsville Small White Turkey Hens. Editor Texas A & M Univ. 206 pp.

- ----------------------. 1965. Cytogenetics and Phylogeny of Haplopappus, Section Isopappus (Compositae). Edición reimpresa de Univ. of Kansas, 118 pp.

- ----------------------. 1964. An Evaluation of Sesame Oil Meal and Peruvian Fish for Egg-strain and Broiler-type Breeder Hens. Editor Texas A & M Univ. 104 pp.

## Honores
- La abreviatura «E.B.Sm.» se emplea para indicar a Edwin Burnell Smith como autoridad en la descripción y clasificación científica de los vegetales.[3]